# موجة ستونيلي
موجة ستونيلي (بالإنجليزية: Stoneley wave)‏، هي نوعٌ من الموجات الحدودية التي تنتشر على طول حدود المواد الصلبة، عند تواجد هذه الموجة في السوائل الصلبة تُسمى موجة سكولت. يمكن توليد هذه الموجات على طول جدران البئر المملوء بالسوائل، كونها مصدرًا مهمًا للضوضاء المتماسكة في VSPs وتشكل مكون التردد المنخفض للمصدر في التسجيل الصوتي. سُميت بهذا الاسم نسبةً إلى روبرت روبيرت ستونيلي (1894-1976)، أستاذ متفرغ من علم الزلازل، كامبردج.